# Complesso di Santa Caterina (Padova)
Il complesso universitario di Santa Caterina, già monastero e Pio Conservatorio di Santa Caterina, è la sede del dipartimento di scienze statistiche dell'Università di Padova.

## Storia
La fondazione della struttura, adibita a monastero di monache agostiniane di Santa Maria Maddalena delle Illuminate, fu decisa all'inizio del Seicento dal
vescovo di Padova e realizzata nei pressi della chiesa parrocchiale di Santa Caterina, di edificazione più antica e almeno dal 1377 sede di cerimonie del
Collegio dei Giuristi dello Studium patavino.
Destinato ad accogliere fanciulle prive di mezzi o dal passato peccaminoso
con lo scopo di redimerle, il piccolo monastero ebbe vita fino al primo decennio
dell'Ottocento. Dopo un periodo di chiusura e abbandono, il complesso fu
utilizzato come pia istituzione con la stessa finalità di accoglienza delle
giovinette raccolte dalla strada, indirizzo che l'istituto mantenne fino al secolo
scorso con una riconversione, nel Novecento, a collegio destinato all'educazione
scolastica elementare.
La fondazione del monastero di Santa Caterina, destinato all'accoglienza delle
fanciulle povere e moralmente in pericolo, dette «pericolanti» o «pericolate»
si inserisce in una serie di iniziative di intento benefico, educativo e spirituale,
rivolte soprattutto alla parte femminile della popolazione, che ebbero
particolare vigore a Padova e nei territori limitrofi nel corso dei secoli XVI e XVII.
Furono fondati numerosi istituti - il più delle volte a carattere religioso -
impegnati nel recupero delle giovani dalla strada e nell'indirizzarle a una vita
moralmente accettata e anche nell'insegnamento dei primi rudimenti del sapere,
comprensivi di scrittura, lettura e conoscenza del catechismo, oltre che del
«saper fare» in relazione all'ambito domestico.
Quello dell'educazione diffusa e impartita il più possibile a tutti gli strati della
popolazione femminile era, del resto, un tema molto sentito in quegli anni di
passaggio tra Cinque e Seicento nell'intero continente europeo, dove accendeva
le discussioni tra quanti la ritenevano impossibile, inutile, o addirittura
pericolosa, e quanti invece la sostenevano e la promuovevano.
In questo dibattito Padova seppe porsi fin da subito in linea con le più
aggiornate istanze culturali e sociali dell'epoca ed è sullo sfondo di queste
vicende che va letta l'istituzione del monastero, in seguito Pio Conservatorio di
Santa Caterina.
La storia delle monache “Illuminate” che animeranno il monastero di S.
Caterina inizia un secolo prima della costruzione del complesso e in un’altra
parte di Padova: era il 1528 e la congregazione aveva sede in un’abitazione a S.
Croce, nella zona meridionale della città. Probabilmente doveva trattarsi di una
comunità non ancora strutturata, che però ben presto crebbe di numero: le
monache si trasferirono allora nei pressi della chiesa di Santa Sofia.
Qui, con il nome di Santa Maria Maddalena delle Illuminate, esse accolsero «molte
femine dal demonio ingannate dopo havere persa la verginità, overo dopo
essere state meretrici, [che] pentitesi delli commessi peccati desideravano
far penitenza» e vi rimasero almeno fino al secolo successivo, quando
l’ampliamento del monastero di Santa Sofia, allora abitato da benedettine, costrinse
le monache a un nuovo spostamento.
Fu così che il 13 agosto 1627 le monache giunsero nel monastero che le
avrebbe ospitate per due secoli, costruito a ridosso della chiesa di Santa Caterina:
da quel momento l’edificio religioso sarebbe servito tanto per le madri
Illuminate quanto per i fedeli del borgo, generando non pochi problemi di
convivenza tra le monache e i parroci impegnati nell’amministrazione dei
sacramenti. Si arrivò addirittura a munire la chiesa di due torri campanarie
distinte, uno per la parrocchia e uno per le religiose.
Nonostante ciò la famiglia religiosa insediata a Santa Caterina incontrò da
subito il favore della popolazione: la costruzione del loro monastero fu
finanziata con il concorso delle elemosine di nobili famiglie padovane quali gli
Zabarella, gli Orologio, gli Speroni, i Camposampiero, i Frigimelica e i Mazzoleni.
Nel corso degli anni alle monache furono destinati beni immobili provenienti da
testamenti, donazioni, legati: ben presto il loro patrimonio fondiario si arricchì
di possedimenti a Padova e nella campagna circostante, anche se la situazione di
prosperità economica era destinata a non durare.

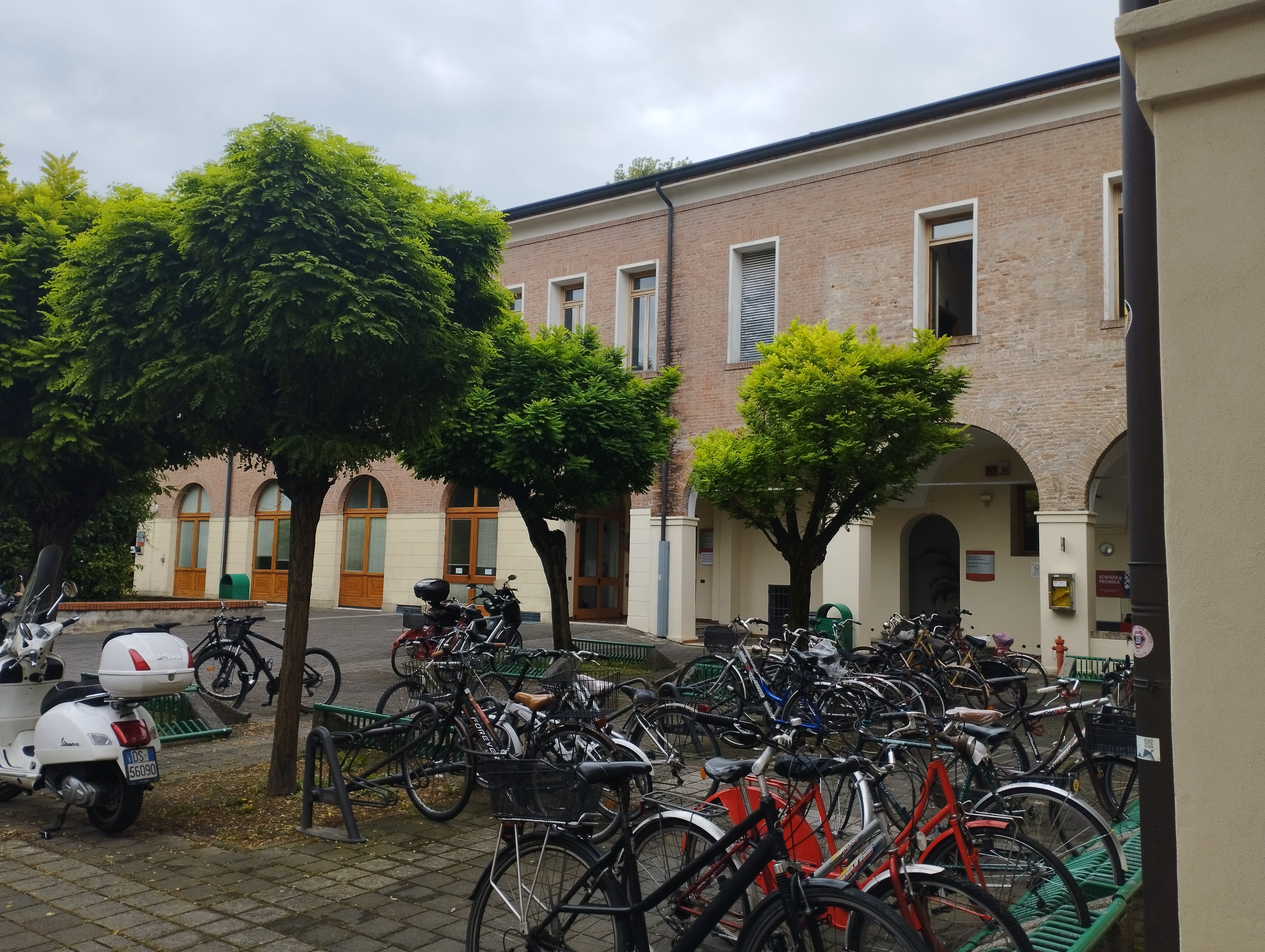
Cortile del Dipartimento di Scienze Statistiche

Le conseguenze del "turbine napoleonico" si fecero sentire anche a Padova e, nello specifico, colpirono anche la comunità di monache agostiniane di Santa Caterina: la congregazione fu sciolta, la chiesa divenne sussidiaria di Santa Sofia e le giovani che avevano trovato ospitalità nel complesso ritornarono a carico dei genitori o, più spesso, finirono a elemosinare agli angoli delle strade. Il loro numero crebbe di anno in anno, fino a rendere la situazione insostenibile: fu così deciso di porvi rimedio con la fondazione di nuovi istituti di accoglienza.
In questa fase della storia di Santa Caterina si distinse in particolare l'azione di Antonio Malucello, un ex religioso che, come molti, aveva visto lo scioglimento della sua congregazione nel 1810. Rimasto a Padova come sacerdote secolare, dapprima raccolse le fanciulle di strada presso famiglie oneste e le sostentò con il tramite della sua pensione, quindi fondò tre istituti per dare loro ospitalità, tra cui quello del Conservatorio di Santa Caterina.
Tra la fine dell'Ottocento e l'inizio del Novecento alcuni cambiamenti intervennero a modificare l'assetto dei Pii Conservatori. In primo luogo, gli istituti – inizialmente qualificati come "Opera di redenzione alla gioventù" – progressivamente attenuarono questo carattere per divenire semplici collegi, aperti all'accoglienza di giovani educande e finalizzati alla loro istruzione per tutto l'arco delle scuole elementari, piuttosto che al loro "recupero morale".
Nell'agosto del 1985 la comunità di suore Elisabettine di Santa Caterina fu sciolta per mantenere la sola fisionomia comunitaria dei due gruppi-famiglia.
Il grande edificio rimase inutilizzato fino alla fine degli anni novanta quando, in seguito a interventi di restauro e adattamento degli spazi, fu concesso all'università, che ne fece la sede del Dipartimento e della Biblioteca di scienze statistiche.